# 서주영
서주영은 대한민국의  아나운서이다.

## 경력
- 2006 ~ 2024 JTV 전주방송 아나운서
- 2025~ 더불어민주당 전북특별자치도당 선거대책위원회 공보단 수석대변인

## 과거 진행 프로그램
- JTV 저녁뉴스
- JTV 8 뉴스